# Consonne fricative latérale palatale sourde
 (mai 2011).
- Si vous ne connaissez pas le sujet, laissez ce bandeau (vous pouvez alors contacter les auteurs).
- Si vous supprimez le contenu mis en cause (vous pouvez préalablement contacter les auteurs),

argumentez précisément cette suppression dans la page de discussion
(un manque de référence n'est pas un argument ; une recherche réelle de référence doit avoir été effectuée, être formellement documentée).
La consonne fricative latérale palatale sourde est une consonne n'existant que dans peu de langues parlées. Elle a le symbole 𝼆 dans les extensions de l'alphabet phonétique international.

## Symboles
Dans l’alphabet phonétique international (API), cette consonne peut être transcrite avec le symbole [ʎ̝̊] (un y culbuté ‹ ʎ ›, symbole de la consonne spirante latérale palatale voisée, avec le taquet haut indiquant une pronociation plus fermée et le rond indiquant un dévoisement. Le symbole y culbuté sanglé [𝼆] est plutôt utilisé dans les extensions de l'alphabet phonétique international. 

## Caractéristiques
Voici les caractéristiques de la consonne fricative latérale palatale sourde :
- son mode d'articulation est fricatif, ce qui signifie qu’elle est produite en contractant l'air à travers une voie étroite au point d’articulation, causant de la turbulence ;
- son point d'articulation est dit palatal, ce qui signifie qu'elle est articulée avec le milieu ou l'arrière de la langue contre le palais rigide ;
- sa phonation est sourde, ce qui signifie qu'elle est produite sans la vibration des cordes vocales ;
- c'est une consonne orale, ce qui signifie que l'air ne s’échappe que par la bouche ;
- c'est une consonne latérale, ce qui signifie qu’elle est produite en laissant l'air passer sur les deux côtés de la langue, plutôt que dans le milieu ;
- son mécanisme de courant d'air est égressif pulmonaire, ce qui signifie qu'elle est articulée en poussant l'air par les poumons et à travers le chenal vocatoire, plutôt que par la glotte ou la bouche.

## En français
Le français ne possède pas cette consonne.
Dans les dialectes français, cette consonne a été citée par G. Straka (in F. de La Chaussée ) en Auvergne, dans le mot-témoin "clé". Dans certains endroits, kl se prononce en "un seul mouvement du dos de la langue, fortement appuyée contre le palais, l'air s'écoulant latéralement (consonne palatale latérale sourde)".

## Autres langues
On le retrouve dans le dahalo (comme dans [ʎ̥˔aːbu] « feuille ») et dans le hadza (comme dans tla'a [cʎ̥˔aʔa] « suivre, rencontrer »).